# 나이트 슬래셔즈
나이트 슬래셔즈(Night Slashers, ナイトスラッシャーズ)는 데이터 이스트가 1993년에 발매한 아케이드 진행형 격투 게임이다. 죽음을 거부하고 무덤에서 깨어난 괴물들에 맞서기위해 세 명의 주인공(제이크 헌터, 크리스토퍼 스미스, 홍화)이 나서는 이야기이다.